# Liste der Einträge im National Register of Historic Places im Appanoose County

Lage des Appanoose County in Iowa

Die Liste der Einträge im National Register of Historic Places im Appanoose County in Iowa führt die Bauwerke und historischen Stätten im Appanoose County auf, die in das National Register of Historic Places aufgenommen wurden.

## Legende
| NRHP | Historic Place    |
| HD   | Historic District |

## Aktuelle Einträge
| [ 2 ] | Name                                      | Bild                                      | Eintragsdatum        | Lage | Ort               | Beschreibung                                                                                   |
| ----- | ----------------------------------------- | ----------------------------------------- | -------------------- | --- | ----------------- | ---------------------------------------------------------------------------------------------- |
| 1     | Appanoose County Courthouse               | Appanoose County Courthouse               | 1981 ID-Nr. 81000225 | Van Buren Street Ecke North 12th Street 40° 44′ 2″ N, 92° 52′ 28″ W                                        | Centerville       | 1903 errichtetes Justiz- und Verwaltungsgebäude des Appanoose County                           |
| 2     | Appanoose County Sheriff’s House and Jail | Appanoose County Sheriff’s House and Jail | 1997 ID-Nr. 97001292 | 527 North Main Street 40° 44′ 2″ N, 92° 52′ 54″ W                                                          | Centerville       | 1872 im viktorianischen Stil errichtetes Sheriffgebäude und Gefängnis; heute Museum            |
| 3     | CB&Q Passenger Depot                      | CB&Q Passenger Depot                      | 2003 ID-Nr. 03000833 | 1124 South 18th Street 40° 43′ 31″ N, 92° 52′ 5″ W                                                         | Centerville       | 1911–1912 errichtetes Bahnhofsgebäude der damaligen CB&Q; heute Versammlungshaus               |
| 4     | Courthouse Square Historic District       | weitere Bilder                            | 1997 ID-Nr. 97001291 | Abgegrenzt durch Van Buren Street, Haynes Street, Maple Street und 10th Street 40° 44′ 1″ N, 92° 52′ 23″ W | Centerville       | 87 Gebäude rund um das Courthouse in verschiedenen Baustilen des 19. Jahrhunderts              |
| 5     | Drake Public Library                      | Drake Public Library                      | 1997 ID-Nr. 97001290 | 115 Drake Avenue 40° 41′ 24″ N, 92° 52′ 28″ W                                                              | Centerville       | 1901 im neoklassizistischen Stil errichtete Bibliothek                                         |
| 6     | Franklin Regular Baptist Church           |                                           | 2008 ID-Nr. 08000087 | 135th Avenue Ecke 590th Street 40° 37′ 27″ N, 93° 1′ 58″ W                                                 | Franklin Township | 1881 errichtete Baptistenkirche                                                                |
| 7     | Porter Hall                               | Porter Hall                               | 1980 ID-Nr. 80001429 | 706 Drake Avenue 40° 43′ 36″ N, 92° 52′ 20″ W                                                              | Centerville       | 1920 errichtete Versammlungshalle                                                              |
| 8     | Second Baptist Church                     | Second Baptist Church                     | 1999 ID-Nr. 99001223 | 422 South 18th Street 40° 43′ 47″ N, 92° 52′ 4″ W                                                          | Centerville       | 1902 im neugotischen Stil errichtete Baptistenkirche                                           |
| 9     | Stratton House                            | Stratton House                            | 1975 ID-Nr. 75000677 | 303 East Washington Street 40° 44′ 10″ N, 92° 52′ 20″ W                                                    | Centerville       | 1858 im neugotischen Stil errichtetes Wohnhaus                                                 |
| 10    | Sturdivant-Sawyer House                   | Sturdivant-Sawyer House                   | 1984 ID-Nr. 84001202 | 707 Drake Avenue 40° 43′ 41″ N, 92° 52′ 20″ W                                                              | Centerville       | 1858 errichtetes Wohnhaus                                                                      |
| 11    | U.S. Post Office                          | U.S. Post Office                          | 1978 ID-Nr. 78001204 | 100 West Maple Street 40° 43′ 45″ N, 92° 52′ 28″ W                                                         | Centerville       | 1904 im Georgian Revival genannten Baustil errichtetes Postamt                                 |
| 12    | Vermilion Estate                          |                                           | 1978 ID-Nr. 78001205 | Valley Drive 40° 43′ 39″ N, 92° 53′ 26″ W                                                                  | Centerville       | 1875 im Italianate-Stil errichtetes Wohnhaus                                                   |
| 13    | Wabash Combination Depot-Moravia          |                                           | 1996 ID-Nr. 96001158 | West North Street, unweit der Kreuzung mit der Brandon Street 40° 53′ 31″ N, 92° 49′ 29″ W                 | Moravia           | 1903 im Queen-Anne-Stil errichtetes Bahnhofsgebäude der früheren Wabash Railroad; heute Museum |